# Thermofilum
Thermofilum és un gènere d'arqueus àltament emparentat amb el gènere Thermoproteus. Es tracta de procariotes hipertermòfils anaeròbics estrictes molt sensibles a l'oxigen. Viuen en fonts termals sotmesos a temperatures molt altes i a pHs àcids, en hàbitats volcànics submarins.
Són bacils molt llargs, d'uns 0,17-0,35 μm de diàmetre i fins a 100 μm de llargada.